# Arapoti
Arapoti là một đô thị thuộc bang Paraná, Brasil. Đô thị này có diện tích 1360,498 km², dân số năm 2007 là 26730 người, mật độ 19,2 người/km².